# Mouchin
Mouchin – miejscowość i gmina we Francji, w regionie Hauts-de-France, w departamencie Nord.
Według danych na rok 1990 gminę zamieszkiwały 1334 osoby, a gęstość zaludnienia wynosiła 145 osób/km² (wśród 1549 gmin regionu Nord-Pas-de-Calais Mouchin plasuje się na 473. miejscu pod względem liczby ludności, natomiast pod względem powierzchni na miejscu 370.).